# Festival dels Fanalets
El Festival dels Fanalets (en xinès tradicional: 元宵節; en xinès simplificat: 元宵节; en pinyin: Yuánxiāo jié) és la festivitat xinesa que celebra la primera lluna plena després de l'Any nou xinès. Suposa el tancament del cicle d'any nou i, per tant, el final de les vacances. També se l'anomena Festival Shangyuan (en xinès tradicional: 上元節; en xinès simplificat: 上元节; en pinyin: Shàngyuán jié).

## Origen
La versió més popular afirma que el festival té els seus orígens en època de la dinastia Han (206 aC - 220 dC). S'explica que l'emperador Ming (r. 57 - 75 dC) tenia certa devoció pel budisme i s''adonà que els monjos encenien fanals vermells el quinzè dia després de l'any nou lunar en homenatge a les restes de Buda. L'emperador, en observança dels costums budistes, va fer posar fanalets vermells al palau imperial i als temples com a mostra de respecte. No obstant això, hi ha altres autories que situen l'origen d'aquesta celebració molt abans, en temps de la dinastia Shang (1600 aC - 1046 aC).
Posteriorment, el Festival dels Fanalets adoptà connotacions religioses per influència del taoisme. El festival commemora el regne celestial, lligat al concepte taoista dels tres mons (celestial, terrenal i humà). Els altres són rememorats durant el Festival del Doble Set (7 de juliol) i el Festival del Doble Nou (9 de setembre), respectivament.

## Tradicions

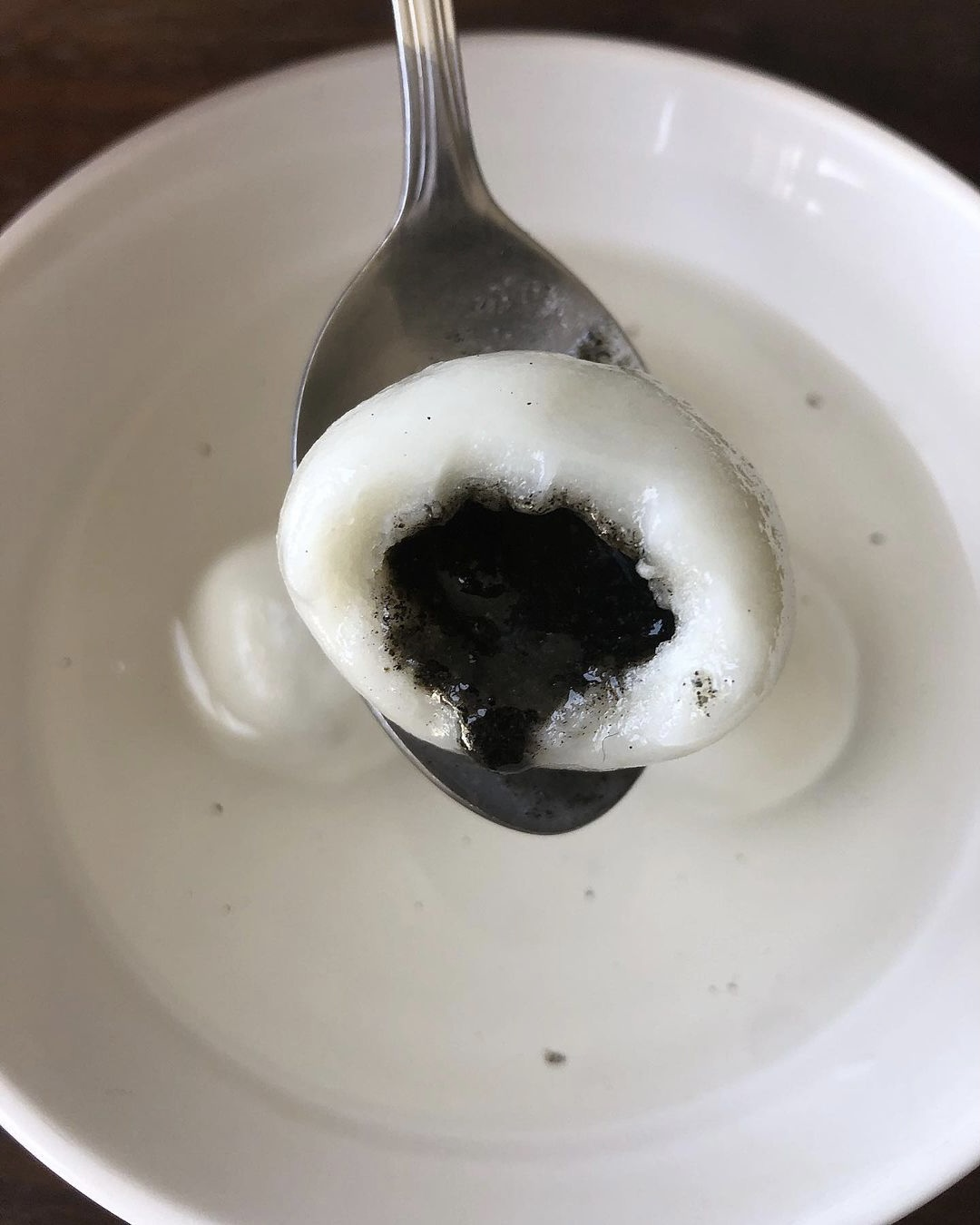
Tangyuan farcit de sèsam negre

El Festival dels Fanalets ha anat canviant de significació, si bé l'essència on es rememora l'autoritat celestial sobre la foscor s'ha mantingut fins al present. L'adveniment de la llum elèctrica en temps recents ha transformat encara més la manera de viure'l. En l'actualitat, podem dir que es tracta d'una festivitat on les persones exhibeixen la seva destresa i creativitat en la confecció dels fanalets. Així mateix, proliferen els petards i la dansa del lleó (舞獅; wǔshī).
En algunes regions de la Xina, així com a Taiwan i al sud-est asiàtic es té el costum de menjar tangyuan (literalment, sopa de boles). Es tracta d'unes postres fetes a base d'arròs glutinós on les boles són bullides, fregides i presentades com una sopa amb brou. Aquestes boles són de mida força variable i poden ser farcides o no.